# Éva Szörényi
Éva Szörényi (Budapeste, 26 de maio de 1917 — Studio City, 1 de dezembro de 2009) foi uma atriz húngara, ganhadora do Prêmio Kossuth.
Sua carreira artística começou no início da década de 1930. Atuou como protagonista em mais de 20 filmes, motivo pela qual se tornou rapidamente famosa e admirada pelo povo húngaro. Sua voz também foi ouvida com freqüência no rádio.